# Cerimonia di apertura dei VII Giochi olimpici invernali
La cerimonia di apertura dei VII Giochi olimpici invernali si svolse giovedì 26 gennaio 1956, con inizio alle ore 11:30 UTC+1, presso lo stadio olimpico del ghiaccio di Cortina d'Ampezzo.

## Programma

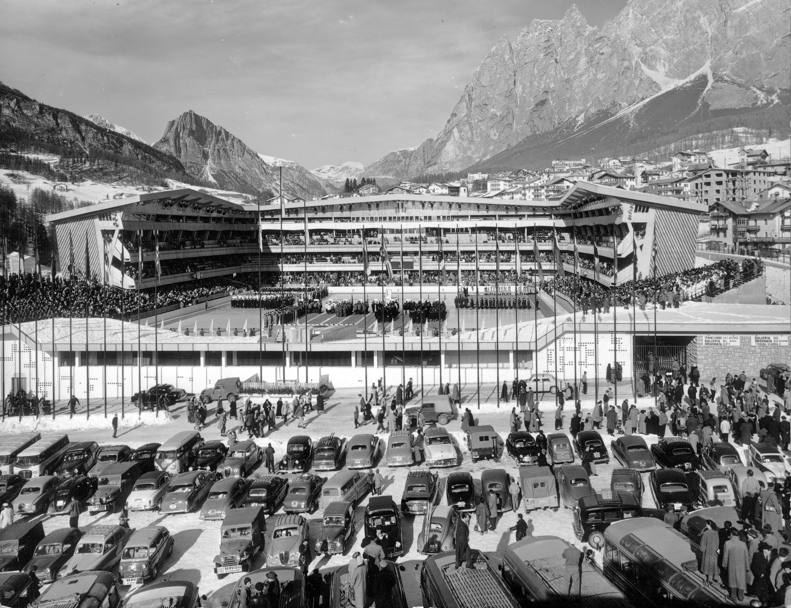
Lo stadio olimpico del ghiaccio durante la cerimonia di apertura.

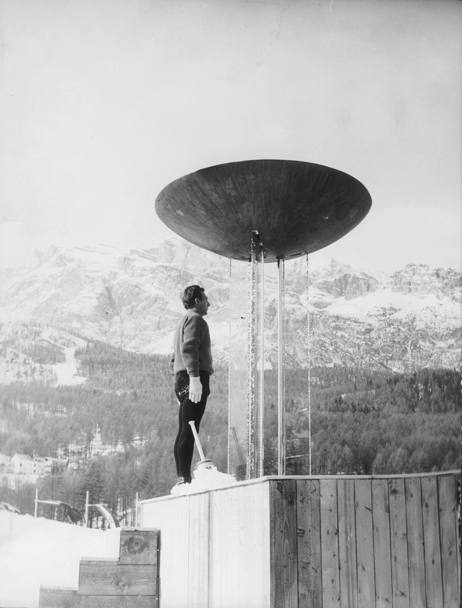
Guido Caroli mentre accende il braciere olimpico.

Le delegazioni disposte sulla pista dello stadio.

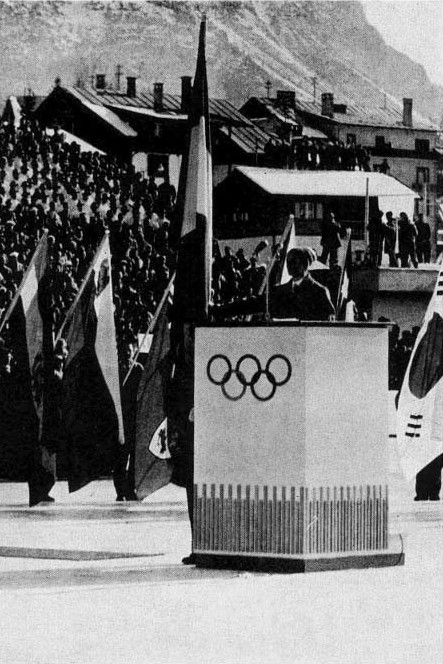
La sciatrice italiana Giuliana Chenal Minuzzo legge il giuramento olimpico.

L'interludio fu l'esecuzione di qualche inno da parte della banda della Guardia di Finanza e di canti montanari eseguiti da un coro proveniente da Trento.
La cerimonia iniziò ufficialmente con l'ingresso nello stadio del Presidente della Repubblica Italiana Giovanni Gronchi, accompagnato dai presidenti del Senato della Repubblica e della Camera dei deputati, rispettivamente Cesare Merzagora e Giovanni Leone, al suono del Canto degli italiani, inno nazionale del Paese ospitante.
Le delegazioni dei vari paesi partecipanti, schierate su tripla fila, sfilarono in corteo partendo dalle strade del centro di Cortina per fare il loro ingresso allo stadio olimpico del ghiaccio, preceduti da ventiquattro alfieri, con il seguente ordine di sfilata (come da tradizione aperta dalla delegazione greca e chiusa dalla delegazione italiana, padrona di casa):
| Ordine | Delegazione               | Codice | Portabandiera        | Sport del portabandiera             |
| ------ | ------------------------- | ------ | -------------------- | ----------------------------------- |
| 1      | Grecia                    | GRE    | Alexandros Vouxinos  | Sci alpino                          |
| 2      | Australia                 | AUS    | Volontario           |                                     |
| 3      | Austria                   | AUT    | Toni Sailer          | Sci alpino                          |
| 4      | Belgio                    | BEL    | Sconosciuto          | -                                   |
| 5      | Bolivia                   | BOL    | René Farwig          | Sci alpino                          |
| 6      | Bulgaria                  | BGR    | Sconosciuto          | -                                   |
| 7      | Canada                    | CAN    | Norris Bowden        | Pattinaggio di figura               |
| 8      | Cecoslovacchia            | TCH    | Václav Bubník        | Hockey su ghiaccio                  |
| 9      | Cile                      | CHI    | Sconosciuto          | -                                   |
| 10     | Corea del Sud             | KOR    | Sconosciuto          | -                                   |
| 11     | Finlandia                 | FIN    | Antti Hyvärinen      | Salto con gli sci                   |
| 12     | Francia                   | FRA    | James Couttet        | Sci alpino                          |
| 13     | Squadra Unificata Tedesca | EUA    | Anderl Ostler        | Bob                                 |
| 14     | Giappone                  | JPN    | Hiroshi Yoshizawa    | Combinata nordica                   |
| 15     | Gran Bretagna             | GBR    | Stuart Parkinson     | Sci alpino                          |
| 16     | Iran                      | IRN    | Simon Farzami        | Ufficiale                           |
| 17     | Islanda                   | ISL    | Valdimar Örnólfsson  | Sci alpino                          |
| 18     | Jugoslavia                | YUG    | Sconosciuto          | -                                   |
| 19     | Libano                    | LIB    | Sconosciuto          | -                                   |
| 20     | Liechtenstein             | LIE    | Eduard von Falz-Fein | Ufficiale                           |
| 21     | Norvegia                  | NOR    | Sverre Stenersen     | Sci di fondo                        |
| 22     | Paesi Bassi               | HOL    | Kees Broekman        | Pattinaggio di velocità su ghiaccio |
| 23     | Polonia                   | POL    | Tadeusz Kwapień      | Sci di fondo                        |
| 24     | Romania                   | ROM    | Sconosciuto          | -                                   |
| 25     | Spagna                    | ESP    | Luis Arias           | Sci alpino                          |
| 26     | Stati Uniti               | USA    | Jim Bickford         | Bob                                 |
| 27     | Svezia                    | SWE    | Bror Östman          | Salto con gli sci                   |
| 28     | Svizzera                  | SUI    | Georges Schneider    | Sci alpino                          |
| 29     | Turchia                   | TUR    | Sconosciuto          | -                                   |
| 30     | Ungheria                  | HUN    | István Erdélyi       | Ufficiale                           |
| 31     | Unione Sovietica          | URS    | Oleg Goncharenko     | Pattinaggio di velocità su ghiaccio |
| 32     | Italia                    | ITA    | Tito Tolin           | Salto con gli sci                   |

Il presidente del Comitato organizzatore dei Giochi Paolo Thaon di Revel pronunciò il saluto protocollare, al quale seguì il presidente Gronchi che dichiarò ufficialmente aperti i Giochi, con la seguente tradizionale formula:
“Dichiaro aperti i Settimi Giuochi invernali di Cortina d'Ampezzo, celebranti la sedicesima Olimpiade dell'era moderna”
Dopo la dichiarazione si ebbe l'ingresso nello stadio del pattinatore di velocità su ghiaccio Guido Caroli, che portava in mano la torcia olimpica; l'atleta, ultimo tedoforo, con la fiaccola compì un giro dello stadio salendo poi sul podio dove era posizionato il braciere, per accendere il fuoco olimpico, attorniato da otto araldi in costumi medievali. Tra l'altro nel giro di pista prima dell'accensione del braciere, Caroli inciampò su un cavo, del quale non gli era stata avvisata la collocazione sulla stessa pista, ma il tedoforo pattinatore, cadendo, riuscì nell'impresa di non far spegnere la torcia.
Successivamente fu pronunciato il giuramento olimpico, per la prima volta nella storia dei Giochi olimpici da una donna, Giuliana Chenal Minuzzo (medaglia di bronzo in discesa libera di sci alpino ai Giochi invernali di Oslo 1952), con le seguenti parole:
“Giuriamo di essere concorrenti leali, gareggeremo con spirito cavalleresco per l'onore del nostro Paese e la gloria dello sport”
Durante la cerimonia venne suonato per la prima volta l'inno olimpico di Michał Spisak, che era stato ufficialmente riconosciuto come tale al congresso del CIO di Parigi del 13 giugno 1955 (nel 1958 verrà tuttavia sostituito dell'inno olimpico di Spyridon Samaras).
Alle ore 12:27 UTC+1 il Presidente della Repubblica lasciò lo stadio, a conclusione della cerimonia, mentre un coro trentino eseguiva il canto di ispirazione popolare La Montanara.